# Alojza Bucholtz

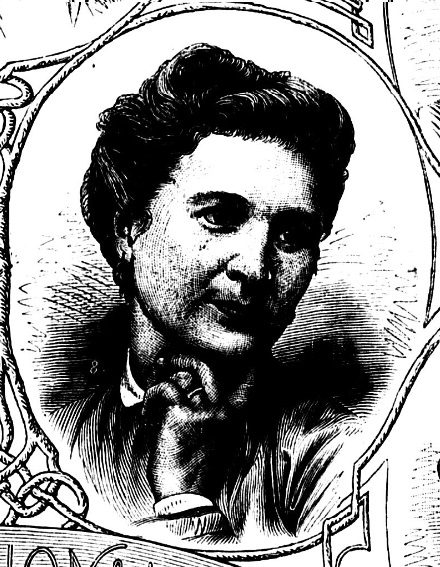
Alojza Bucholtz (1832-1914)

Alojza Anna Florentyna Bucholtz z Ładnowskich (ur. 21 czerwca 1832 w Chełmie, zm. 25 stycznia 1914 w Lublinie) – polska aktorka teatralna, tancerka, dyrektorka teatrów prowincjonalnych, organizatorka ruchu teatralnego.

## Kariera aktorska
Debiutowała w zespole Pauliny Biernackiej w 1850 r. Następnie występowała w wielu zespołach teatrów prowincjonalnych: Ludwiki Kłyszyńskiej (1855-1857), Józefa Barańskiego (1857-1859), Aleksandra Ładnowskiego (1860-1861), Mikołaja Bucholtza (1864–1865), Feliksa Leona Stobińskiego (1866, 1875-1876), Henryka Modzelewskiego (1866), Jana Russanowskiego (1868), Pawła Ratajewicza (sez. 1871/1872), Józefa Cybulskiego (1875), Wawrzyńca Kasprzykowskiego (1877),  Władysława Krzyżanowskiego (1878), Anny Dudtow (1878), Władysława Gostyńskiego (1879), Józefa Głodowskiego (1879), Bolesława Kremskiego i Hipolita Wójcickiego (1879), Henryka Krauzego (1880–1881), Mieczysława Krauzego (1881) i Juliana Grabińskiego (1882, 1887-1888), a także w warszawskich teatrach ogródkowych: "Alhambra", "Grenada", "Pod Sękiem", "Wenecja" i "Eldorado". Wystąpiła m.in. w rolach: Kasi (Okno na pierwszym piętrze), Podstoliny (Zemsta), Żegociny (Pan Damazy), Pieprzykowskiej (Piosnka wujaszka) i Barbary (Werbel domowy).

## Zarządzanie zespołami teatralnymi
W 1869 r. w Pułtusku zorganizowała własny zespół teatralny, który dawał przedstawienia również w Płocku. Kolejny zespół, którego dyrektorem nominalnie był jej syn Aleksander Bucholtz zorganizowała 1874 r. W 1876 r. przejęła na krótki okres kierownictwo zespołu Feliksa Leona Stobińskiego, z którym dawała przedstawienia w Janowie.

## Życie prywatne
Była przyrodnią siostrą aktora i reżysera teatralnego Aleksandra Ładnowskiego. W 1849 r. poślubiła aktora i przedsiębiorcę teatralnego Mikołaja Bucholtza. Ich syn Aleksander również był aktorem i dyrektorem grup teatralnych.